# 史鵠
史鵠（1786年—1832年），直隸省廣平府肥鄉縣（今河北省肥鄉縣）人，清朝軍事將領、武進士。
嘉慶十五年鄉試中式武舉，嘉慶十九年，登武進士一甲第二名武榜眼，授二等侍衛。嘉慶二十四年，任高州鎮標中軍遊擊。此後署欽雷二營參將。道光十二年（1832年），江華縣猺匪竄入連州，擊賊於將軍岐地方陣亡，贈雲騎尉。同治二年，入祀忠義祠。